# Alfred Thomalla
Alfred Thomalla (Rybnik, Polonia, 23 de abril de 1934- 7 de abril de 2018) fue un diseñador de producción de cine alemán.

## Biografía
La mayor parte de su carrera, trabajó en la República Democrática Alemana para la Deutsche Film AG. Comenzó trabajando para la conocida serie Sandmännchen, para pasar luego a ser ayudante de dirección y diseñador de producciones de películas.
En 2011 se supo que desde 1962 era colaborador informal de la Stasi. Según parece, en 1970 se rompió el contacto con el MfS y dejó de colaborar con la inteligencia alemana del este.
Fue padre de la actriz Simone Thomalla y abuelo de la actriz y modelo Sophia Thomalla.

## Filmografía
- 1965: Herr Iwan (Fernsehfilm)
- 1965: Das Kaninchen bin ich
- 1970: Unterwegs zu Lenin
- 1971: Die Russen kommen
- 1971: Anflug Alpha 1
- 1973: Nicht schummeln, Liebling!
- 1973: Drei Haselnüsse für Aschenbrödel
- 1974: Kaugummi für die Fünfte
- 1975: Mein lieber Mann und ich (Fernsehfilm)
- 1975: Bauernkrieg
- 1979: Abschied vom Frieden (insg. 3 Folgen)
- 1979: Das Pferdemädchen
- 1979: Schneeweißchen und Rosenrot
- 1980: Wie wär's mit uns beiden?
- 1983: Wiesenpieper (Fernsehfilm)
- 1987: Maxe Baumann aus Berlin (Fernsehfilm)
- 1987: Claire Berolina (Fernsehfilm)
- 1987: Sidonies Bilder (Fernsehfilm)
- 1989: Die ehrbaren Fünf (Fernsehfilm)
- 1990: Immensee (Fernsehfilm)